# 울주 만화리 지석묘
울주 만화리 지석묘(蔚州 萬和里 支石墓)는 울산광역시 울주군 두동면 만화리에 있는 고인돌이다. 2000년 11월 9일 울산광역시의 기념물 제29호로 지정되었다.

## 개요
만화리 지석묘는 1기로서 두동면 만화리 비조마을 회관 옆에 위치하고 있다. 덮개돌은 화강암으로 비스듬히 뉘어 있으며, 네모꼴에 가까운데 크기는 길이 260cm, 너비 185cm, 두께 120cm정도이다. 덮개돌 아래에는 사람머리보다 조금 큰 받침돌이 확인되어, 바둑판식 지석묘로 추정된다. 덮개석의 상부에는 성혈과 같은 흔적은 발견되지 않았으며, 지석묘 부근에서 돌도끼 한점이 출토되었다고 주민들은 전하고 있다.
이 만화리 지석묘는 울산광역시 기념물 제21호인 은편리 지석묘군과 함께 청동기시대 두동 지역의 정치·사회·문화 등을 연구할 수 있는 중요한 자료가 된다.

## 참고 자료
- 울주 만화리 지석묘 - 국가유산청 국가유산포털